# 长坝镇 (万源市)
长坝镇，原为长坝乡，是中华人民共和国四川省达州市万源市下辖的一个乡镇级行政单位。2018年撤乡设镇。区划代码改为511781121。2020年6月，撤销花楼乡，将原花楼乡董家梁村、花楼坝村、马鞍山村所属行政区域划归长坝镇管辖。

## 行政区划
长坝镇下辖以下地区：
长坝社区、鱼窝池村、胡家坪村、铜草湾村、清水溪村、幺滩村和白燕溪村。